# Eos
En la mitologia grega, Eos (en grec, ἡ Ἠώς -Ēṓs-, gen. Ἠοῦς ‘aurora') era la deessa titànica de l'aurora, que sortia de la seva llar a la vora de l'oceà que envoltava el món, per anunciar el seu germà Hèlios, el Sol. Com a dea de l'aurora, obria les portes del cel (amb «dits enrojolats», segurament una referència a núvols enrojolants durant el cel rogenc propi de l'alba o del capvespre) perquè Hèlios pogués conduir el seu carro pel cel cada dia.
Eos era la filla d'Hiperió i Tea (o Pal·las i Estix) i germana d'Hèlios (el Sol) i Selene (la Lluna), «que brilla sobre tots els que estan a la Terra i sobre els immortals déus que viuen a l'ample cel», va dir Hesíode (Teogonia, 371-374).
L'adoració de l'aurora com a dea va ser heretada dels temps indoeuropeus. El seu equivalent en la mitologia romana era Aurora («Eos» és un cognat del llatí «Aurora» i del sànscrit (vèdic) Ushás ‘Aurora’, sànscrit Uṣánas ‘estel de l'alba, Venus’), i en la mitologia etrusca, Thesan. L'aurora va passar a ser associada a la religió romana amb Matuta, més tard coneguda com a Mater Matuta i també associada amb els ports marítims.
Tenia un temple al Fòrum Boari. L'11 de juny se celebrava la Matràlia en aquest temple en honor de Mater Matuta. Aquest festival només era per a dones en el seu primer matrimoni.

## Eos en la literatura grega
Com a dea de l'alba, Eos obria les portes de l'infern amb «dits rosats» perquè Hèlios pogués conduir el seu carro cada dia pel cel. En la Ilíada d'Homer, la seva toga de color safrà està brodada o teixida amb flors, amb dits rosats i braços daurats, era representada en atuells àtics com una dona sobrenaturalment formosa, coronada amb una tiara i amb llargues ales amb plomes blanques d'ocell:
| « | Eos, de vel ensafranat, s'aixecava del corrent d'Oceà per portar la llum als déus i als homes, quan Tetis arribà a les naus amb l'armadura que Hefest li donés. | » |

| « | quan per desena vegada apuntà Eos, que treu la llum i els mors, tragueren, amb ulls inundats en llàgrimes, el cadàver de l'audaç Hèctor el posaren al capdamunt de la pira, i hi calaren foc. | » |

## Representació
En la Ilíada d'Homer (viii.1, xxiv.695), la seva toga groga està brodada o teixida amb flors (L'Odissea, vi.48). Amb dits enrojolats i braços daurats, era representada en atuells com una dona sobrenaturalment bella, coronada amb una diadema i amb llargues ales blanques d'ocell. Eos és la icona original a partir de la qual es van imaginar els àngels cristians, car no hi havia imatges disponibles en la tradició hebrea, i els àngels perses eren desconeguts en Occident.
Quint d'Esmirna la va representar exultant amb el seu cor sobre els resplendents cavalls, Lamp (grec: Λμπος) i Faetont (grec: Φαθων), que estiraven el seu carro, entre les Hores de lluents cabells, pujant l'arc del cel i espargint espurnes de foc.

## Epítets
Amb freqüència se l'associa amb l'epítet homèric Rododàctila (‘la de dits de rosa'; ῥοδοδκτυλος), si bé Homer també l'anomena Eos Erigènia (ἠριγνεια): 
- La més brillant de les estrelles va aparèixer, Fòsfor, que gairebé sempre anuncia la llum de l'Aurora que aviat surt (Eos Erigènia). — L'Odissea, 13.93

També empra aquest epítet Hesíode: 
- I després d'aquests, Erigènia (‘la qui neix aviat') va engendrar l'estel Eòsfor (‘el qui porta l'aurora') i les brillants estrelles amb les quals el cel està coronat. — Teogonia, 378-382.

Per tant, Eos, precedida per l'estrella del matí, és considerada l'origen de totes les estrelles.

## Amors
Eos era lliure amb els seus favors i va tenir molts consorts, tant entre la generació dels titans com entre els mortals més bells. Amb Èol, el guardià dels vents, va tenir tots els vents i estrelles. La seva passió pel tità Orió no va ser corresposta.
Eos va segrestar Cèfal, Clitus i Titó perquè fossin els seus amants.

### Titó
Titó va ser el seu consort més fidel, del llit del qual la imaginaven aixecant-se els poetes. Eos va demanar a Zeus que concedís la immortalitat a Titó, però va oblidar demanar-li també l'eterna joventut. Titó va viure, per tant, per sempre però es va fer més i més ancià, convertint-se finalment en una cigala. Titó i Eos van tenir dos fills, Mèmnon i Emació. Mèmnon va lluitar al costat dels troians en la Guerra de Troia i va ser mort. La imatge d'Eos amb Mèmnon mort sobre els seus genolls, com Tetis amb Aquil·les, va ser la icona que va inspirar la Pietat cristiana.

### Cèfal
Eos va segrestar Cèfal quan estava caçant. Algunes fonts diuen que ell va refusar ser infidel a Procris, la seva esposa; unes altres diuen que va tenir una relació amb Eos durant algun temps i que ella li va donar tres fills, però que llavors va començar a enyorar Procris, provocant que una contrariada Eos li enviés de tornada amb ella, maleint-los. Cèfal va matar Procris per accident poc després, en confondre-la amb un animal mentre caçava: Procris, esposa gelosa, estava espiant-lo.
En el més restrictiu món hel·lènic, Apol·lodor, un poeta grec posterior, afirmava, en una anècdota més que un mite, que el seu vergonyós abandó va ser un suplici per a Afrodita, qui la va trobar al divan amb Llauris (Biblioteca, 1.27).